# Portia (satelit)
Portia este un satelit interior al lui Uranus. A fost descoperit din imaginile realizate de Voyager 2 pe 3 ianuarie 1986 și a primit denumirea temporară S/1986 U 1. Satelitul este numit după Portia, eroina piesei lui William Shakespeare Neguțătorul din Veneția. Este desemnat și Uranus XII. 
Portia este al doilea cel mai mare satelit interior al lui Uranus după Puck.Orbita portiană, care se află în interiorul razei orbitale sincrone a lui Uranus, se micșorează încet din cauza decelerației mareice. Într-o zi, satelitul fie se va destrăma într-un inel planetar, fie se va ciocni cu Uranus.
Acesta conduce un grup de sateliți numit Grupul Portia, care-i include pe Bianca, Cressida, Desdemona, Juliet, Rosalind, Cupid, Belinda și Perdita. Acești sateliți au orbite și proprietăți fotometrice similare. 
Se știu puține lucruri despre Portia dincolo de dimensiunea sa de aproximativ 140 km în diametru, orbita, și albedo-ul geometric de aproximativ 0,08. 
În imaginile Voyager 2, Portia apare ca un obiect alungit a cărui axă majoră este îndreaptă spre Uranus. Raportul axelor sferoidului prolat Portia este 0,8 ± 0,1. Suprafața sa este de culoare gri. Observațiile cu telescopul spațial Hubble și telescoape terestre mari au descoperit caracteristici de absorbție a gheții în spectrul lui Portia. 

## Galerie

Portia văzută pe 23 ianuarie 1986.